# Jack Irish (serie de televisión)
Jack Irish, es un drama australiano transmitido del 11 de febrero del 2016 hasta el 17 de marzo del 2016 por medio de la cadena ABC1. La serie es una adaptación de las novelas de detectives del escritor australiano Peter Temple.
Forma parte de la serie de películas y series de Jack Irish estrenadas desde el 2012.
La serie ha contado con la participación de los actores Deborah Mailman, Alin Sumarwata, Andy McPhee, Luke McKenzie, Katherine Hicks, Cassandra Magrath, entre otros...
La segunda temporada fue estrenada el 8 de julio del 2018.

## Historia
Cuando Jack Irish es contratado por un extraño para encontrar a su hermano que ha desaparecido bajo misteriosas circunstancias acepta el trabajo, sin embargo las cosas se complican cuando Irish termina siendo acusado del asesinato del hombre que estaba buscando.
Pronto Jack se ve atrapado en una compleja red de intereses del crimen organizado que se extiende desde su ciudad natal en Fitzroy hasta un remoto pueblo en la Filipinas. En ese momento, Jack se ve obligado a entrar en un peligroso mundo lleno de corrupción, violencia y ajustes de cuentas. Un sitio donde nada es lo que parece.

## Personajes

### Personajes principales[6]
| Actor             | Personaje      | Ocupación                                          | No. de Episodios | Duración        |
| ----------------- | -------------- | -------------------------------------------------- | ---------------- | --------------- |
| Guy Pearce        | Jack Irish     | Investigador Privado                               | 6                | 2016 - presente |
| Aaron Pedersen    | Cam Delray     | -                                                  | 6                | 2016 - presente |
| Roy Billing       | Harry Strang   | Personalidad de Carreras ex-Entrenador de Caballos | 6                | 2016            |
| Shane Jacobson    | Barry Tregear  | Abogado                                            | 6                | 2016            |
| Marta Dusseldorp  | Linda Hillier  | Periodista                                         | 6                | 2016            |
| Jacek Koman       | Orton          | -                                                  | 6                | 2016            |
| David Ritchie     | Charlie Taub   | Artesano Ebanista                                  | 5                | 2016            |
| Damien Richardson | Drew Greer     | -                                                  | 5                | 2016            |
| Claudia Karvan    | Sarah Longmore | -                                                  | 5                | 2016            |
| Marcus Graham     | Rob Shand      | -                                                  | 4                | 2016            |

### Personajes secundarios
| Actor                 | Personaje        | Ocupación | No. de Episodios | Duración |
| --------------------- | ---------------- | --------- | ---------------- | -------- |
| Damien Garvey         | Stan             | -         | 6                | 2016     |
| John Flaus            | Wilbur           | -         | 6                | 2016     |
| Ronald Falk           | Norm             | -         | 6                | 2016     |
| Terry Norris          | Eric Tanner      | -         | 6                | 2016     |
| Roz Hammond           | Sue Shields      | -         | 6                | 2016     |
| Robert Morgan         | Stedman          | -         | 6                | 2016     |
| John Bach             | Michael Longmore | Senador   | 5                | 2016     |
| David Ritchie         | Charlie Taub     | -         | 5                | 2016     |
| Grant Piro            | Mackie           | Senador   | 5                | 2016     |
| Nathaniel Kelly       | Dale Manning     | -         | 5                | 2016     |
| John Burgos           | Stringer         | -         | 5                | 2016     |
| Richard Cawthorne     | Fraser Boyd      | -         | 4                | 2016     |
| Kate Atkinson         | Simone Bendtson  | -         | 4                | 2016     |
| Sacha Horler          | Alli Aquaro      | -         | 4                | 2016     |
| Peta Brady            | Janene Ballich   | -         | 4                | 2016     |
| Richard Healy         | Jim Cottle       | -         | 4                | 2016     |
| Jonicka Cyleen Movido | Fatma            | -         | 4                | 2016     |
| Nick Backstrom        | Peter            | -         | 4                | 2016     |
| Alan Dukes            | Neville Gomes    | -         | 3                | 2016     |
| Kim Gyngell           | Warren Tissot    | -         | 3                | 2016     |
| Renai Caruso          | Helena Shand     | -         | 3                | 2016     |
| Chris Pace            | Jockey           | -         | 3                | 2016     |
| Bob Franklin          | Brendan O'Grady  | -         | 2                | 2016     |
| Brooke Satchwell      | Tina Longmore    | -         | 2                | 2016     |

## Episodios
La temporada estuvo conformada por 6 episodios.

## Premios y nominaciones
| Año  | Categoría                                                                           | Premio           | Nominado (os) | Resultado |
| ---- | ----------------------------------------------------------------------------------- | ---------------- | ------------- | --------- |
| 2016 | Best Television Drama Series                                                        | AACTA Award      | Jack Irish    | Nominado  |
| 2015 | Best Performance by an Actor in a Mini-Series or Motion Picture Made for Television | Gold Panda Award | Guy Pearce    | Nominado  |

## Producción
La serie fue dirigida por Kieran Darcy-Smith, Mark Joffe y Daniel Nettheim.
Contó con la participación de los guionistas Andrew Anastasios, Matt Cameron, Andrew Knight y del escritor Peter Temple.
La serie fue producida por Ian Collie y Andrew Knight, con el apoyo de los productores ejecutivos Carole Sklan y Christopher Gist.
La cinematografía estuvo bajo el cargo de Geoffrey Hall y Martin McGrath, y la música en manos de David McCormack y Antony Partos.
La serie contó con la participación de las compañías "Essential Media & Entertainment"y "HW Wood Australia" (seguro).

### Emisión en otros países
| País        | Título     | Cadenas/Línea      | Fecha de Inicio | Fecha de Finalización |
| ----------- | ---------- | ------------------ | --------------- | --------------------- |
| España      | Jack Irish | Sundance TV        | julio de 2016   | -                     |
| Reino Unido | Jack Irish | Fox UK and Ireland |                 |                       |